# اسپسا
اسپسا (به ایتالیایی: Spessa) یک کومونه در ایتالیا است که در استان پاویا واقع شده‌است.

## خصوصیات
اسپسا ۱۲٫۲ کیلومترمربع مساحت و ۵۴۵ نفر جمعیت دارد.